# Чемпіонат Європи з футболу 2020
Чемпіонат Європи з футболу 2020 року, або скорочено Євро-2020 — 16-й чемпіонат Європи з футболу, який відбувався від 11 червня до 11 липня 2021 року. Планували провести турнір у червні—липні 2020 року, однак через пандемію COVID-19 у Європі змагання відтермінували на рік. Попри це, вирішили зберегти оригінальну назву чемпіонату  «Євро-2020».
Турнір відбувся в 11 різних містах 11-ти країн Європи[⇨]. Португалія захищала свій титул, але поступилася в 1/8 фіналу збірній Бельгії. Уперше в історії турніру застосовується система VAR.
У фіналі, що відбувся 11 липня 2021 року на стадіоні «Вемблі» в Лондоні, який приймав його вдруге після Євро-1996, перемогу здобула збірна Італії над збірною Англії в серії післяматчевих пенальті з рахунком 3:2, основний та додатковий час завершився внічию 1:1.

## Кандидати
Виявляли бажання приймати Євро-2020:
- Болгарія і  Румунія[5]. Ці країни раніше не брали участь у боротьбі за прийняття Євро.
- Чехія і  Словаччина[6]. Чехія раніше намагалася подати спільну заявку з Австрією на Євро-2008, але в останній момент поступилася місцем Швейцарії. Словаччина раніше не брала участь у боротьбі за прийняття Євро.
- Шотландія,  Ірландія та  Уельс. Ірландія і Шотландія раніше безрезультатно намагалися прийняти Євро-2008. Уельс уперше бере участь у боротьбі за прийняття Євро.
- Боснія і Герцеговина,  Хорватія і  Сербія[7] . Боснія і Герцеговина й Хорватія як незалежні країни невдало боролися за Євро-2008, а Хорватія з Угорщиною безрезультатно боролися за Євро-2012. Сербія і Хорватія з урахуванням досягнень Югославії вже проводили подібний турнір у 1976 році (матчі проходили в Белграді й Загребі).
- Албанія і  Греція. Греція спільно з Туреччиною безрезультатно намагалася прийняти Євро-2008.
- Скандинавія:  Данія,  Норвегія,  Фінляндія,  Швеція. Раніше вони спільно намагалися прийняти Євро-2008, але їхню заявку не прийняли. Безуспішною була й спроба прийняти Євро-2016.
- Нідерланди[8]. Раніше приймали чемпіонат Європи-2000 (разом із Бельгією). Також із Бельгією невдало боролися за чемпіонат світу 2018.
- Іспанія та  Португалія. Іспанія приймала першість Європи в 1964 році, Португалія також приймала чемпіонат Європи у 2004 році. Після невдалої заявки на чемпіонат світу 2018 можуть спробувати прийняти першість, проте ходять непідтверджені чутки, що Іспанія сама готова прийняти чемпіонат Європи.
- Бельгія. Приймала чемпіонат Європи 1972 року самостійно й чемпіонат Європи 2000 року нарівні з Нідерландами, також боролася спільно з ними за чемпіонат світу 2018 року.
- Угорщина[9]. Невдало боролася за Євро-2008 і Євро-2012.
- Туреччина[10]. Раніше спільно з Грецією намагалася отримати Євро-2008, а потім невдало боролася окремо за Євро-2012 і Євро-2016.
- Італія і  Словенія[11]. Італія двічі приймала першість Європи: у 1968 і 1980 роках. Словенія навіть у складі Югославії не приймала матчі Євро-1976. Ці країни вели переговори з Хорватією.
- Грузія та  Азербайджан[12].

## Експериментальний пан'європейський формат
30 червня 2012 року на пресконференції напередодні фіналу Євро-2012 президент УЄФА Мішель Платіні запропонував провести Євро-2020 не в одній чи кількох країнах-господарках, а у «12 або 13 містах» по всій Європі. УЄФА вже використовує подібну систему для елітного раунду Юнацьких чемпіонатів Європи (U-17), де кожна із семи груп проводить матчі в іншій країні.
6 грудня 2012 року УЄФА оголосила, що Євро-2020 відбудеться у різних містах Європи, таким чином буде відзначено 60-річчя існування турніру. Вибір міст, які прийматимуть матчі, не означає автоматичну кваліфікацію на турнір для цих країн.

## Кваліфікація

Збірна кваліфікувалася на фінальний турнір
Збірна не кваліфікувалася на фінальний турнір

Автоматичної кваліфікації країни-організатора не було — усі 55 національних збірних УЄФА, у тому числі 11 національних команд, чиї країни проводять матчі, брали участь у відборі за 24 місця у фінальному турнірі. Оскільки міста, що приймають турнір, були призначені УЄФА у вересні 2014 року, перед відбірковими матчами Євро-2020, деякі національні збірні з країн, у чиїх містах проводяться матчі турніру, не пройшли кваліфікацію на фінальний турнір.
Основний кваліфікаційний процес почався в березні 2019 року, а не відразу у вересні 2018 року після чемпіонату світу з футболу 2018 року, як це відбувалось раніше, і завершився в листопаді 2019 року. Формат залишився здебільшого тим же, хоча в основному процесі відбору були визначені тільки 20 з 24 місць у фінального турніру. Після прийому Косово в УЄФА у травні 2016 року оголосили, що 55 членів розподілять на 10 груп після завершення групового етапу Ліги націй УЄФА 2018—2019, і кошики при жеребкуванні будуть формуватися на основі загального рейтингу Ліги націй. Сформували п'ять груп з п'яти команд і п'ять груп із шести команд з обов'язковою умовою, що учасники фіналу чотирьох Ліги націй УЄФА 2018—2019 будуть відправлені до груп з п'ятьма командами (для того, щоб вони могли брати участь у фіналі чотирьох в червні 2019 року). Дві кращі команди в кожній групі отримали прямі путівки на фінальний турнір Євро-2020. Відбіркові матчі були зіграні в березні, червні, вересні, жовтні та листопаді 2019 року.
Зі створенням Ліги націй УЄФА, починаючи з 2018 року, Ліга націй УЄФА 2018—2019 пов'язана з кваліфікацією Євро-2020, надаючи командам ще один шанс отримати кваліфікацію на турнір. Чотири команди з кожної ліги, які не кваліфікувалися на фінальний турнір, змагалися в плей-оф їхньої ліги, що відбувся в березні 2020 року. Кожен шлях складався з одноматчевих півфіналів і одноматчевого фіналу. Переможці чотирьох шляхів плей-оф приєдналися до 20 команд, які вже пройшли кваліфікацію на Євро-2020.

### Кваліфіковані команди
| Збірна             | Кваліфікувалась як        | Дата кваліфікації | Участі у фінальних турнірах                                                 |
| ------------------ | ------------------------- | ----------------- | --------------------------------------------------------------------------- |
| Бельгія            | Переможець групи I        | 10 жовтня 2019    | 5 (1972, 1980, 1984, 2000, 2016)                                            |
| Італія             | Переможець групи J        | 12 жовтня 2019    | 9 (1968, 1980, 1988, 1996, 2000, 2004, 2008, 2012, 2016)                    |
| Росія              | Друге місце групи I       | 13 жовтня 2019    | 11 (1960, 1964, 1968, 1972, 1988, 1992, 1996, 2004, 2008, 2012, 2016)       |
| Польща             | Переможець групи G        | 13 жовтня 2019    | 3 (2008, 2012, 2016)                                                        |
| Україна            | Переможець групи B        | 14 жовтня 2019    | 2 (2012, 2016)                                                              |
| Іспанія            | Переможець групи F        | 15 жовтня 2019    | 10 (1964, 1980, 1984, 1988, 1996, 2000, 2004, 2008, 2012, 2016)             |
| Франція            | Переможець групи H        | 14 листопада 2019 | 9 (1960, 1984, 1992, 1996, 2000, 2004, 2008, 2012, 2016)                    |
| Туреччина          | Друге місце групи H       | 14 листопада 2019 | 4 (1996, 2000, 2008, 2016)                                                  |
| Англія             | Переможець групи A        | 14 листопада 2019 | 9 (1968, 1980, 1988, 1992, 1996, 2000, 2004, 2012, 2016)                    |
| Чехія              | Друге місце групи A       | 14 листопада 2019 | 9 (1960, 1976, 1980, 1996, 2000, 2004, 2008, 2012, 2016)                    |
| Фінляндія          | Друге місце групи J       | 15 листопада 2019 | 0 (дебют)                                                                   |
| Швеція             | Друге місце групи F       | 15 листопада 2019 | 6 (1992, 2000, 2004, 2008, 2012, 2016)                                      |
| Хорватія           | Переможець групи E        | 16 листопада 2019 | 5 (1996, 2004, 2008, 2012, 2016)                                            |
| Австрія            | Друге місце групи G       | 16 листопада 2019 | 2 (2008, 2016)                                                              |
| Нідерланди         | Друге місце групи C       | 16 листопада 2019 | 9 (1976, 1980, 1988, 1992, 1996, 2000, 2004, 2008, 2012)                    |
| Німеччина          | Переможець групи C        | 16 листопада 2019 | 12 (1972, 1976, 1980, 1984, 1988, 1992, 1996, 2000, 2004, 2008, 2012, 2016) |
| Португалія         | Друге місце групи B       | 17 листопада 2019 | 7 (1984, 1996, 2000, 2004, 2008, 2012, 2016)                                |
| Швейцарія          | Переможець групи D        | 18 листопада 2019 | 4 (1996, 2004, 2008, 2016)                                                  |
| Данія              | Друге місце групи D       | 18 листопада 2019 | 8 (1964, 1984, 1988, 1992, 1996, 2000, 2004, 2012)                          |
| Уельс              | Друге місце групи E       | 19 листопада 2019 | 1 (2016)                                                                    |
| Угорщина           | Переможець плей-оф шлях A | 12 листопада 2020 | 3 (1964, 1972, 2016)                                                        |
| Словаччина         | Переможець плей-оф шлях B | 12 листопада 2020 | 1 (2016)                                                                    |
| Шотландія          | Переможець плей-оф шлях C | 12 листопада 2020 | 2 (1992, 1996)                                                              |
| Північна Македонія | Переможець плей-оф шлях D | 12 листопада 2020 | 0 (дебют)                                                                   |

1. ↑  Курсивом вказано країну-господар.
2. ↑  Жирним вказана перемога на цьому турнірі. Курсивом вказано участь на турнірі як країна-господар на цьому турнірі.
3. ↑  З 1960 по 1988 Росія виступала як СРСР і в 1992 як СНД.
4. ↑  З 1960 по 1980 Чехія виступала як Чехословаччина.
5. ↑  З 1972 по 1988 Німеччина виступала як ФРН.

## Арени чемпіонату
Стадіони були обрані та оголошені УЄФА 19 вересня 2014 року. Однак 7 грудня 2017 року виконавчий комітет УЄФА відхилив Брюссель як місто-господар через затримки в будівництві стадіону. Чотири матчі (три на груповому етапі та один матч 1/8 фіналу), що були заплановані на стадіоні в Брюсселі, перенесли в Лондон. Тому стадіон Вемблі загалом прийме сім матчів, оскільки Лондон вже був обраний для проведення півфінальних матчів та фіналу турніру. 7 грудня 2017 року оголосили, що матч-відкриття відбудеться на Олімпійському стадіоні в Римі. УЄФА вирішило, що збірна Італії братиме участь у цьому матчі, якщо вона кваліфікується на турнір.
6 з 11-ти обраних країн (Азербайджан, Данія, Угорщина, Росія, Румунія та Шотландія) ніколи до цього не приймали матчі чемпіонатів Європи. З 11-ти обраних стадіонів тільки 2 приймали матчі Євро: Олімпійський стадіон в Римі (1968 та 1980) та Йоган Кройф Арена (2000). Старий Вемблі приймав Євро-1996, хоча новий стадіон збудований на тому ж місці, але вони співвідносяться як різні стадіони.
| Лондон            | Мюнхен               | Лондон Мюнхен Рим Баку Санкт-Петербург Бухарест Амстердам Севілья Будапешт Глазго Копенгаген | Лондон Мюнхен Рим Баку Санкт-Петербург Бухарест Амстердам Севілья Будапешт Глазго Копенгаген | Рим                  |
| ----------------- | -------------------- | -------------------------------------------------------------------------------------------- | -------------------------------------------------------------------------------------------- | -------------------- |
| Вемблі            | Альянц Арена         | Лондон Мюнхен Рим Баку Санкт-Петербург Бухарест Амстердам Севілья Будапешт Глазго Копенгаген | Лондон Мюнхен Рим Баку Санкт-Петербург Бухарест Амстердам Севілья Будапешт Глазго Копенгаген | Олімпійський стадіон |
| Місткість: 90 000 | Місткість: 70 000    | Лондон Мюнхен Рим Баку Санкт-Петербург Бухарест Амстердам Севілья Будапешт Глазго Копенгаген | Лондон Мюнхен Рим Баку Санкт-Петербург Бухарест Амстердам Севілья Будапешт Глазго Копенгаген | Місткість: 70 634    |
|                   |                      | Лондон Мюнхен Рим Баку Санкт-Петербург Бухарест Амстердам Севілья Будапешт Глазго Копенгаген | Лондон Мюнхен Рим Баку Санкт-Петербург Бухарест Амстердам Севілья Будапешт Глазго Копенгаген |                      |
| Санкт-Петербург   | Баку                 | Лондон Мюнхен Рим Баку Санкт-Петербург Бухарест Амстердам Севілья Будапешт Глазго Копенгаген | Лондон Мюнхен Рим Баку Санкт-Петербург Бухарест Амстердам Севілья Будапешт Глазго Копенгаген | Бухарест             |
| Газпром-Арена     | Олімпійський стадіон | Лондон Мюнхен Рим Баку Санкт-Петербург Бухарест Амстердам Севілья Будапешт Глазго Копенгаген | Лондон Мюнхен Рим Баку Санкт-Петербург Бухарест Амстердам Севілья Будапешт Глазго Копенгаген | Національний стадіон |
| Місткість: 68 134 | Місткість: 68 700    | Лондон Мюнхен Рим Баку Санкт-Петербург Бухарест Амстердам Севілья Будапешт Глазго Копенгаген | Лондон Мюнхен Рим Баку Санкт-Петербург Бухарест Амстердам Севілья Будапешт Глазго Копенгаген | Місткість: 55 600    |
|                   |                      | Лондон Мюнхен Рим Баку Санкт-Петербург Бухарест Амстердам Севілья Будапешт Глазго Копенгаген | Лондон Мюнхен Рим Баку Санкт-Петербург Бухарест Амстердам Севілья Будапешт Глазго Копенгаген |                      |
| Амстердам         | Севілья              | Будапешт                                                                                     | Глазго                                                                                       | Копенгаген           |
| Йоган Кройф Арена | Олімпійський стадіон | Пушкаш Арена                                                                                 | Гемпден-Парк                                                                                 | Паркен               |
| Місткість: 54 990 | Місткість: 60 000    | Місткість: 67 215                                                                            | Місткість: 51 866                                                                            | Місткість: 38 065    |
|                   |                      |                                                                                              |                                                                                              |                      |

### Ліміти глядачів на трибунах
| Місто           | Стадіон              | Звичайна місткість | Дозволена місткість |
| --------------- | -------------------- | ------------------ | --- |
| Амстердам       | Йоган Кройф Арена    | 54 990             | щонайменше 33,3 % (приблизно 16 000), можливе подальше збільшення |
| Баку            | Олімпійський стадіон | 68 700             | 50 % (приблизно 34 350), заборона для іноземних громадян, команди яких не беруть участь в конкретному матчі                                                                      |
| Бухарест        | Національний стадіон | 55 600             | щонайменше 25 % (приблизно 13 000), можливе подальше збільшення |
| Будапешт        | Пушкаш Арена         | 67 215             | повна місткість, за умови, що глядачі відповідають суворим вимогам для входу на стадіон                                                                                          |
| Копенгаген      | Паркен               | 38 065             | 40 % (приблизно 15 900) на матч проти Фінляндії, 67 % (приблизно 25 000) для інших матчів.                                                                                       |
| Глазго          | Гемпден-Парк         | 51 866             | 25 % (приблизно 12 000) |
| Лондон          | Вемблі               | 90 000             | 25 % (приблизно 22 500) для групового етапу та першого матчу 1/8 фіналу, 50 % (приблизно 45 000) для другого матчу 1/8 фіналу, 67 % (приблизно 60 000) для півфіналів та фіналу. |
| Мюнхен          | Альянц Арена         | 70 000             | 20 % (14 000) |
| Рим             | Олімпійський стадіон | 70 634             | щонайменше 25 % (приблизно 17 659), можливе подальше збільшення |
| Санкт-Петербург | Газпром-Арена        | 68 134             | щонайменше 50 % (приблизно 34 067), можливе подальше збільшення |
| Севілья         | Олімпійський стадіон | 60 000             | 30 % (приблизно 18 000) |

## Склади команд
Заявка кожної команди складалася із 26 гравців, включно з трьома воротарями. Заявки мали бути опубліковані до 1 червня 2021.

## М'яч
Uniforia — офіційний м'яч фінального турніру чемпіонату Європи з футболу 2020, розроблений компанією Adidas. 6 листопада 2019 року м'яч було представлено як офіційний м'яч першості.

## Арбітри
21 квітня 2021 року УЄФА оголосила 19 суддівських бригад на турнір. Сюди входять аргентинський арбітр Фернандо Рапалліні та його помічники, які стали першими південноамериканськими суддями обраними на чемпіонат Європи в рамках програми обміну арбітрами УЄФА з КОНМЕБОЛ. Група іспанських арбітрів була обрана аналогічним чином для Копа Америки 2021 року.
| Країна     | Арбітр                   | Асистенти                                         |
| ---------- | ------------------------ | ------------------------------------------------- |
| Німеччина  | Фелікс Брих              | Марк Бош Штефан Лупп                              |
| Туреччина  | Джюнейт Чакир            | Бахаттін Дуран Тарік Енгюн                        |
| Іспанія    | Карлос дель Серро Гранде | Хуан Карлос Юсте Хіменес Роберто Алонсо Фернандес |
| Швеція     | Андреас Екберг           | Мехмет Кулум Штефан Халльберг                     |
| Ізраїль    | Орел Грінфельд           | Рой Хассан Ідан Ярконі                            |
| Румунія    | Овідіу Гацеган           | Раду Гингуляк Себастьян Георге                    |
| Росія      | Сергій Карасьов          | Ігор Демешко Максим Гаврилін                      |
| Румунія    | Іштван Ковач             | Васіле Марінеску Овідіу Артене                    |
| Нідерланди | Бйорн Кейперс            | Сандер ван Рокел Ервін Зейнстра                   |
| Нідерланди | Данні Маккелі            | Гессель Стеегстра Ян Де Фріс                      |
| Іспанія    | Антоніо Матео Лаос       | Пау Себріан Девіс Роберто Діас Перес дель Паломар |
| Англія     | Майкл Олівер             | Стюарт Берт Саймон Беннетт                        |
| Італія     | Даніеле Орсато           | Алессандро Галлатіні Фабіано Преті                |
| Аргентина  | Фернандо Рапалліні       | Хуан Пабло Белатті Дієго Бонфа                    |
| Німеччина  | Даніель Зіберт           | Ян Зайдель Рафаель Фольтин                        |
| Португалія | Артур Соареш Діаш        | Руй Тавареш Паулу Суареш                          |
| Англія     | Ентоні Тейлор            | Гарі Бесвік Адам Нанн                             |
| Франція    | Клеман Тюрпен            | Ніколя Дано Сиріл Гренгор                         |
| Словенія   | Славко Винчич            | Томаж Кланчник Андраж Ковачич                     |

Також були обрані відеоасистенти та резервні судді. Стефані Фраппар стала першою жінкою-арбітром чемпіонатів Європи.
| Країна     | Арбітр VAR                                                                   | Асистент арбітра VAR          |
| ---------- | ---------------------------------------------------------------------------- | ----------------------------- |
| Англія     | Стюарт Аттвелл Кріс Кавана                                                   | Лі Беттс                      |
| Франція    | Жером Брізар Франсуа Летексьє                                                | Бенджамін Паже                |
| Німеччина  | Бастіан Данкерт Крістіан Дінгерт Марко Фріц                                  | Крістіан Гіттельманн          |
| Італія     | Марко Ді Белло Массіміліано Ірраті Паоло Валері                              | Філіппо Мелі                  |
| Нідерланди | Кевін Блом Пол ван Букел                                                     |                               |
| Польща     | Павел Гіль                                                                   |                               |
| Португалія | Жуан Піньєйру                                                                |                               |
| Іспанія    | Алехандро Ернандес Ернандес Хуан Мартінес Мунуера Хосе Марія Санчес Мартінес | Іньїго Прієто Лопес де Серайн |

| Країна    | Четвертий суддя     | Резервний асистент арбітра |
| --------- | ------------------- | -------------------------- |
| Болгарія  | Георгі Кабаков      | Мартін Маргарітов          |
| Франція   | Стефані Фраппар     | Мікаель Бешебру            |
| Італія    | Давіде Масса        | Стефано Алассіо            |
| Польща    | Бартош Франковський | Марцин Бонек               |
| Сербія    | Срджан Йованович    | Урош Стойкович             |
| Швейцарія | Сандро Шерер        | Стефан де Альмейда         |

## Груповий етап
Переможці груп, другі місця та чотири найкращі треті місця виходять в 1/8 фіналу.
Початок матчу вказано за київським часом (UTC+3) (якщо місцевий час відрізняється, то він вказаний у круглих дужках).

### Визначення місць команд
Якщо дві або більше команди в одній групі рівні за очками, то застосовуються наступні критерії:
1. Більша кількість очок, що були здобуті в матчах лише між цими командами;
2. Краща різниця голів в матчах лише між цими командами;
3. Більша кількість забитих голів в матчах лише між цими командами;
4. Якщо критерії 1-3 застосовані та команди досі рівні за показниками, критерії 1-3 перезастосовуються тільки для матчів між двома командами у випадку, якщо за попередніми критеріями 1-3 можна відсіяти всі інші команди (третю або третю та четверту).[note 1] Якщо ця процедура не призводить до ухвалення рішення, застосовуються критерії від 5 до 10;
5. Краща різниця голів в усіх матчах групи;
6. Більша кількість забитих голів в усіх матчах групи;
7. Більша кількість перемог в усіх матчах групи;
8. Показник фейр-плей в усіх матчах групи (1 бал за жовту картку, 3 бали за червону картку як наслідок двох жовтих, 3 бали за пряму червону картку, 4 бали за жовту картку, за якою послідувала пряма червона картка);
9. Якщо в останньому турі групового етапу дві команди з однаковими показниками грають між собою, то їх рейтинг визначається серією пенальті (цей критерій не застосовуються, якщо понад дві команди рівні за очками;
10. Місце в загальному рейтингу кваліфікаційного раунду.

1. ↑  Якщо дві або більше команди рівні в очках, застосовуються критерії від 1 до 4. Після застосування цих критеріїв вони можуть визначити позицію деяких із залучених команд, але не всіх. Наприклад, якщо існує тристоронній зв'язок між командами, застосування перших чотирьох критеріїв може лише зламати зв'язок однієї з команд, залишивши при цьому ще дві команди. У цьому випадку процедура відстеження відновлюється від початку до тих команд, які все ще пов'язані.

### Група A
| Поз | Команда    | І | В | Н | П | ГЗ | ГП | РГ | О | Кваліфікація       |
| --- | ---------- | - | - | - | - | -- | -- | -- | - | ------------------ |
| 1   | Італія (H) | 3 | 3 | 0 | 0 | 7  | 0  | +7 | 9 | Вихід в 1/8 фіналу |
| 2   | Уельс      | 3 | 1 | 1 | 1 | 3  | 2  | +1 | 4 | Вихід в 1/8 фіналу |
| 3   | Швейцарія  | 3 | 1 | 1 | 1 | 4  | 5  | −1 | 4 | Вихід в 1/8 фіналу |
| 4   | Туреччина  | 3 | 0 | 0 | 3 | 1  | 8  | −7 | 0 |                    |

1. 1 2  Нічия в матчі між собою (Уельс 1:1 Швейцарія). Застосовано критерій кращої різниці голів в усіх матчах групи.

| 11 червня 2021 22:00 (21:00 UTC+2) |

| Туреччина | 0 – 3    | Італія                                          |
| --------- | -------- | ----------------------------------------------- |
|           | Протокол | - Демірал 53' (аг) - Іммобіле 66' - Інсіньє 79' |

| Олімпійський стадіон, Рим Глядачів: 12 916 Арбітр: Данні Маккелі (Нідерланди) |

| 12 червня 2021 16:00 (17:00 UTC+4) |

| Уельс     | 1 – 1    | Швейцарія    |
| --------- | -------- | ------------ |
| - Мур 74' | Протокол | - Емболо 49' |

| Олімпійський стадіон, Баку Глядачів: 8 782 Арбітр: Клеман Тюрпен (Франція) |

| 16 червня 2021 19:00 (20:00 UTC+4) |

| Туреччина | 0 – 2    | Уельс                      |
| --------- | -------- | -------------------------- |
|           | Протокол | Ремзі 42' К. Робертс 90+5' |

| Олімпійський стадіон, Баку Глядачів: 19 762 Арбітр: Артур Соареш Діаш (Португалія) |

| 16 червня 2021 22:00 (21:00 UTC+2) |

| Італія                          | 3 – 0    | Швейцарія |
| ------------------------------- | -------- | --------- |
| Локателлі 26', 52' Іммобіле 89' | Протокол |           |

| Олімпійський стадіон, Рим Глядачів: 12 445 Арбітр: Сергій Карасьов (Росія) |

| 20 червня 2021 19:00 (20:00 UTC+4) |

| Швейцарія                        | 3 – 1    | Туреччина      |
| -------------------------------- | -------- | -------------- |
| - Сеферович 6' - Шачірі 26', 68' | Протокол | - Кахведжі 62' |

| Олімпійський стадіон, Баку Глядачів: 17 138 Арбітр: Славко Винчич (Словенія) |

| 20 червня 2021 18:00 |

| Італія        | 1 – 0    | Уельс |
| ------------- | -------- | ----- |
| - Пессіна 39' | Протокол |       |

| Олімпійський стадіон, Рим Глядачів: 11 541 Арбітр: Овідіу Гацеган (Румунія) |

### Група B
| Поз | Команда   | І | В | Н | П | ГЗ | ГП | РГ | О | Кваліфікація       |
| --- | --------- | - | - | - | - | -- | -- | -- | - | ------------------ |
| 1   | Бельгія   | 3 | 3 | 0 | 0 | 7  | 1  | +6 | 9 | Вихід в 1/8 фіналу |
| 2   | Данія (H) | 3 | 1 | 0 | 2 | 5  | 4  | +1 | 3 | Вихід в 1/8 фіналу |
| 3   | Фінляндія | 3 | 1 | 0 | 2 | 1  | 3  | −2 | 3 |                    |
| 4   | Росія (H) | 3 | 1 | 0 | 2 | 2  | 7  | −5 | 3 |                    |

1. 1 2 3  Однакова кількість очок, що були здобуті в матчах лише між цими командами (3 очки). Різниця голів в матчах лише між цими командами: Данія +2, Фінляндія 0, Росія -2

| 12 червня 2021 19:00 (18:00 UTC+2) |

| Данія | 0 – 1    | Фінляндія        |
| ----- | -------- | ---------------- |
|       | Протокол | - Пог'янпало 60' |

| Паркен, Копенгаген Глядачів: 15 200 Арбітр: Ентоні Тейлор (Англія) |

| 12 червня 2021 22:00 |

| Бельгія                       | 3 – 0    | Росія |
| ----------------------------- | -------- | ----- |
| - Лукаку 10', 88' - Меньє 34' | Протокол |       |

| Газпром-Арена, Санкт-Петербург Глядачів: 26 264 Арбітр: Антоніо Матео Лаос (Іспанія) |

| 16 червня 2021 16:00 |

| Фінляндія | 0 – 1    | Росія          |
| --------- | -------- | -------------- |
|           | Протокол | Міранчук 45+2' |

| Газпром-Арена, Санкт-Петербург Глядачів: 24 540 Арбітр: Данні Маккелі (Нідерланди) |

| 17 червня 2021 19:00 (18:00 UTC+2) |

| Данія       | 1 – 2    | Бельгія                   |
| ----------- | -------- | ------------------------- |
| Поульсен 2' | Протокол | Т. Азар 55' Де Брейне 70' |

| Паркен, Копенгаген Глядачів: 23 395 Арбітр: Бйорн Кейперс (Нідерланди) |

| 21 червня 2021 22:00 (21:00 UTC+2) |

| Росія              | 1 – 4    | Данія                                                     |
| ------------------ | -------- | --------------------------------------------------------- |
| - Дзюба 70' (пен.) | Протокол | - Дамсгор 38' - Поульсен 59' - Крістенсен 79' - Мехле 82' |

| Паркен, Копенгаген Глядачів: 23 644 Арбітр: Клеман Тюрпен (Франція) |

| 21 червня 2021 22:00 |

| Фінляндія | 0 – 2    | Бельгія                            |
| --------- | -------- | ---------------------------------- |
|           | Протокол | - Градецький 74' (аг) - Лукаку 81' |

| Газпром-Арена, Санкт-Петербург Глядачів: 18 545 Арбітр: Фелікс Брих (Німеччина) |

### Група C
| Поз | Команда            | І | В | Н | П | ГЗ | ГП | РГ | О | Кваліфікація       |
| --- | ------------------ | - | - | - | - | -- | -- | -- | - | ------------------ |
| 1   | Нідерланди (H)     | 3 | 3 | 0 | 0 | 8  | 2  | +6 | 9 | Вихід в 1/8 фіналу |
| 2   | Австрія            | 3 | 2 | 0 | 1 | 4  | 3  | +1 | 6 | Вихід в 1/8 фіналу |
| 3   | Україна            | 3 | 1 | 0 | 2 | 4  | 5  | −1 | 3 | Вихід в 1/8 фіналу |
| 4   | Північна Македонія | 3 | 0 | 0 | 3 | 2  | 8  | −6 | 0 |                    |

| 13 червня 2021 19:00 |

| Австрія                                      | 3 – 1    | Північна Македонія |
| -------------------------------------------- | -------- | ------------------ |
| - Лайнер 18' - Грегорич 78' - Арнаутович 89' | Протокол | - Пандев 28'       |

| Національний стадіон, Бухарест Глядачів: 9 082 Арбітр: Андреас Екберг (Швеція) |

| 13 червня 2021 22:00 (21:00 UTC+2) |

| Нідерланди                                   | 3 – 2    | Україна                       |
| -------------------------------------------- | -------- | ----------------------------- |
| - Вейналдум 52' - Веггорст 58' - Дюмфріс 85' | Протокол | - Ярмоленко 75' - Яремчук 79' |

| Йоган Кройф Арена, Амстердам Глядачів: 15 837 Арбітр: Фелікс Брих (Німеччина) |

| 17 червня 2021 16:00 |

| Україна                   | 2 – 1    | Північна Македонія |
| ------------------------- | -------- | ------------------ |
| Ярмоленко 29' Яремчук 34' | Протокол | Аліоскі 57'        |

| Національний стадіон, Бухарест Глядачів: 10 001 Арбітр: Фернандо Рапалліні (Аргентина) |

| 17 червня 2021 22:00 (21:00 UTC+2) |

| Нідерланди                   | 2 – 0    | Австрія |
| ---------------------------- | -------- | ------- |
| Депай 11' (пен.) Дюмфріс 67' | Протокол |         |

| Йоган Кройф Арена, Амстердам Глядачів: 15 243 Арбітр: Орел Грінфельд (Ізраїль) |

| 21 червня 2021 19:00 (18:00 UTC+2) |

| Північна Македонія | 0 – 3    | Нідерланди                   |
| ------------------ | -------- | ---------------------------- |
|                    | Протокол | Депай 24' Вейналдум 50', 58' |

| Йоган Кройф Арена, Амстердам Глядачів: 15 227 Арбітр: Іштван Ковач (Румунія) |

| 21 червня 2021 19:00 |

| Україна | 0 – 1    | Австрія         |
| ------- | -------- | --------------- |
|         | Протокол | Баумгартнер 21' |

| Національний стадіон, Бухарест Глядачів: 10 472 Арбітр: Джюнейт Чакир (Туреччина) |

### Група D
| Поз | Команда       | І | В | Н | П | ГЗ | ГП | РГ | О | Кваліфікація       |
| --- | ------------- | - | - | - | - | -- | -- | -- | - | ------------------ |
| 1   | Англія (H)    | 3 | 2 | 1 | 0 | 2  | 0  | +2 | 7 | Вихід в 1/8 фіналу |
| 2   | Хорватія      | 3 | 1 | 1 | 1 | 4  | 3  | +1 | 4 | Вихід в 1/8 фіналу |
| 3   | Чехія         | 3 | 1 | 1 | 1 | 3  | 2  | +1 | 4 | Вихід в 1/8 фіналу |
| 4   | Шотландія (H) | 3 | 0 | 1 | 2 | 1  | 5  | −4 | 1 |                    |

1. 1 2  Нічия в матчі між собою (Хорватія 1:1 Чехія) та однакова різниця голів в усіх матчах групи (+1). Застосовано критерій більшої кількості забитих голів в усіх матчах групи.

| 13 червня 2021 16:00 (14:00 UTC+1) |

| Англія         | 1 – 0    | Хорватія |
| -------------- | -------- | -------- |
| - Стерлінг 57' | Протокол |          |

| Вемблі, Лондон Глядачів: 18 497 Арбітр: Даніеле Орсато (Італія) |

| 14 червня 2021 16:00 (14:00 UTC+1) |

| Шотландія | 0 – 2    | Чехія          |
| --------- | -------- | -------------- |
|           | Протокол | - Шик 42', 52' |

| Гемпден-Парк, Глазго Глядачів: 9 847 Арбітр: Даніель Зіберт (Німеччина) |

| 18 червня 2021 19:00 17:00 UTC+1 |

| Хорватія      | 1 – 1    | Чехія            |
| ------------- | -------- | ---------------- |
| - Перишич 47' | Протокол | - Шик 37' (пен.) |

| Гемпден-Парк, Глазго Глядачів: 5 607 Арбітр: Карлос дель Серро Гранде (Іспанія) |

| 18 червня 2021 22:00 (20:00 UTC+1) |

| Англія | 0 – 0    | Шотландія |
| ------ | -------- | --------- |
|        | Протокол |           |

| Вемблі, Лондон Глядачів: 20 306 Арбітр: Антоніо Матео Лаос (Іспанія) |

| 22 червня 2021 22:00 (20:00 UTC+1) |

| Хорватія                                | 3 – 1    | Шотландія       |
| --------------------------------------- | -------- | --------------- |
| - Влашич 17' - Модрич 62' - Перишич 77' | Протокол | - Макгрегор 42' |

| Гемпден-Парк, Глазго Глядачів: 9 896 Арбітр: Фернандо Рапалліні (Аргентина) |

| 22 червня 2021 22:00 (20:00 UTC+1) |

| Чехія | 0 – 1    | Англія         |
| ----- | -------- | -------------- |
|       | Протокол | - Стерлінг 12' |

| Вемблі, Лондон Глядачів: 19 104 Арбітр: Артур Соареш Діаш (Португалія) |

### Група E
| Поз | Команда     | І | В | Н | П | ГЗ | ГП | РГ | О | Кваліфікація       |
| --- | ----------- | - | - | - | - | -- | -- | -- | - | ------------------ |
| 1   | Швеція      | 3 | 2 | 1 | 0 | 4  | 2  | +2 | 7 | Вихід в 1/8 фіналу |
| 2   | Іспанія (H) | 3 | 1 | 2 | 0 | 6  | 1  | +5 | 5 | Вихід в 1/8 фіналу |
| 3   | Словаччина  | 3 | 1 | 0 | 2 | 2  | 7  | −5 | 3 |                    |
| 4   | Польща      | 3 | 0 | 1 | 2 | 4  | 6  | −2 | 1 |                    |

| 14 червня 2021 19:00 |

| Польща        | 1 – 2    | Словаччина                       |
| ------------- | -------- | -------------------------------- |
| - Лінетти 46' | Протокол | - Щенсний 18' (аг) - Шкриняр 69' |

| Газпром-Арена, Санкт-Петербург Глядачів: 12 862 Арбітр: Овідіу Гацеган (Румунія) |

| 14 червня 2021 22:00 (21:00 UTC+2) |

| Іспанія | 0 – 0    | Швеція |
| ------- | -------- | ------ |
|         | Протокол |        |

| Олімпійський стадіон, Севілья Глядачів: 10 559 Арбітр: Славко Винчич (Словенія) |

| 18 червня 2021 16:00 |

| Швеція              | 1 – 0    | Словаччина |
| ------------------- | -------- | ---------- |
| Форсберг 77' (пен.) | Протокол |            |

| Газпром-Арена, Санкт-Петербург Глядачів: 11 525 Арбітр: Даніель Зіберт (Німеччина) |

| 19 червня 2021 22:00 (21:00 UTC+2) |

| Іспанія      | 1 – 1    | Польща              |
| ------------ | -------- | ------------------- |
| - Мората 25' | Протокол | - Левандовський 54' |

| Олімпійський стадіон, Севілья Глядачів: 11 742 Арбітр: Даніеле Орсато (Італія) |

| 23 червня 2021 19:00 (18:00 UTC+2) |

| Словаччина | 0 – 5    | Іспанія                                                                               |
| ---------- | -------- | ------------------------------------------------------------------------------------- |
|            | Протокол | - Дубравка 30' (аг) - Ляпорт 45+3' - Сарабія 56' - Ферран Торрес 67' - Куцка 71' (аг) |

| Олімпійський стадіон, Севілья Глядачів: 11 204 Арбітр: Бйорн Кейперс (Нідерланди) |

| 23 червня 2021 19:00 |

| Швеція                             | 3 – 2    | Польща                   |
| ---------------------------------- | -------- | ------------------------ |
| - Форсберг 2', 59' - Классон 90+4' | Протокол | - Левандовський 61', 84' |

| Газпром-Арена, Санкт-Петербург Глядачів: 14 252 Арбітр: Майкл Олівер (Англія) |

### Група F
| Поз | Команда       | І | В | Н | П | ГЗ | ГП | РГ | О | Кваліфікація       |
| --- | ------------- | - | - | - | - | -- | -- | -- | - | ------------------ |
| 1   | Франція       | 3 | 1 | 2 | 0 | 4  | 3  | +1 | 5 | Вихід в 1/8 фіналу |
| 2   | Німеччина (H) | 3 | 1 | 1 | 1 | 6  | 5  | +1 | 4 | Вихід в 1/8 фіналу |
| 3   | Португалія    | 3 | 1 | 1 | 1 | 7  | 6  | +1 | 4 | Вихід в 1/8 фіналу |
| 4   | Угорщина (H)  | 3 | 0 | 2 | 1 | 3  | 6  | −3 | 2 |                    |

1. 1 2  Матч між собою: Португалія 2:4 Німеччина.

| 15 червня 2021 19:00 (18:00 UTC+2) |

| Угорщина | 0 – 3    | Португалія                                 |
| -------- | -------- | ------------------------------------------ |
|          | Протокол | - Геррейру 84' - Роналду 87' (пен.), 90+2' |

| Пушкаш Арена, Будапешт Глядачів: 55 662 Арбітр: Джюнейт Чакир (Туреччина) |

| 15 червня 2021 22:00 (21:00 UTC+2) |

| Франція             | 1 – 0    | Німеччина |
| ------------------- | -------- | --------- |
| - Гуммельс 20' (аг) | Протокол |           |

| Альянц Арена, Мюнхен Глядачів: 13 000 Арбітр: Карлос дель Серро Гранде (Іспанія) |

| 19 червня 2021 16:00 (15:00 UTC+2) |

| Угорщина      | 1 – 1    | Франція        |
| ------------- | -------- | -------------- |
| - Фіола 45+2' | Протокол | - Грізманн 66' |

| Пушкаш Арена, Будапешт Глядачів: 55 998 Арбітр: Майкл Олівер (Англія) |

| 19 червня 2021 19:00 (18:00 UTC+2) |

| Португалія                     | 2 – 4    | Німеччина                                                           |
| ------------------------------ | -------- | ------------------------------------------------------------------- |
| - Роналду 15' - Діогу Жота 67' | Протокол | - Рубен Діаш 35' (аг) - Геррейру 39' (аг) - Гаверц 51' - Гозенс 60' |

| Альянц Арена, Мюнхен Глядачів: 12 926 Арбітр: Ентоні Тейлор (Англія) |

| 23 червня 2021 22:00 (21:00 UTC+2) |

| Португалія                       | 2 – 2    | Франція                     |
| -------------------------------- | -------- | --------------------------- |
| - Роналду 31' (пен.), 60' (пен.) | Протокол | - Бензема 45+2' (пен.), 47' |

| Пушкаш Арена, Будапешт Глядачів: 54 886 Арбітр: Антоніо Матео Лаос (Іспанія) |

| 23 червня 2021 22:00 (21:00 UTC+2) |

| Німеччина                  | 2 – 2    | Угорщина                |
| -------------------------- | -------- | ----------------------- |
| - Гаверц 66' - Горецка 84' | Протокол | - Салаї 11' - Шефер 68' |

| Альянц Арена, Мюнхен Глядачів: 12 413 Арбітр: Сергій Карасьов (Росія) |

### Рейтинг третіх команд
| Поз | Груп | Команда    | І | В | Н | П | ГЗ | ГП | РГ | О | Кваліфікація       |
| --- | ---- | ---------- | - | - | - | - | -- | -- | -- | - | ------------------ |
| 1   | F    | Португалія | 3 | 1 | 1 | 1 | 7  | 6  | +1 | 4 | Вихід в 1/8 фіналу |
| 2   | D    | Чехія      | 3 | 1 | 1 | 1 | 3  | 2  | +1 | 4 | Вихід в 1/8 фіналу |
| 3   | A    | Швейцарія  | 3 | 1 | 1 | 1 | 4  | 5  | −1 | 4 | Вихід в 1/8 фіналу |
| 4   | C    | Україна    | 3 | 1 | 0 | 2 | 4  | 5  | −1 | 3 | Вихід в 1/8 фіналу |
| 5   | B    | Фінляндія  | 3 | 1 | 0 | 2 | 1  | 3  | −2 | 3 |                    |
| 6   | E    | Словаччина | 3 | 1 | 0 | 2 | 2  | 7  | −5 | 3 |                    |

## Плей-оф
На стадії плей-оф, якщо після 90 хвилин рахунок у матчі залишається рівним, команди грають додатковий час (2 тайми по 15 хвилин), під час якого команди можуть зробити шосту заміну. Якщо після закінчення додаткового часу жодна з команд не забила більше м'ячів, переможець визначається у серії післяматчевих пенальті.
Як і в усіх попередніх турнірах, починаючи з Євро-1984, матч за 3 місце не проводиться.

Час вказано в EEST (київський час; UTC+3). Місцевий час, якщо відрізняється, вказано в дужках.

### Турнірна сітка
|  | 1/8 фіналу                  | 1/8 фіналу                     |                        |       | 1/4 фіналу | 1/4 фіналу |  |  | 1/2 фіналу | 1/2 фіналу |  |  | Фінал | Фінал |
|  |                             |                                |                        |       |            |            |  |  |            |            |  |  |       |       |
|  | 27 червня 2021 – Севілья    |                                |                        |       |            |            |  |  |            |            |  |  |       |       |
|  |                             |                                |                        |       |            |            |  |  |            |            |  |  |       |       |
|  | Бельгія                     | 1                              |                        |       |            |            |  |  |            |            |  |  |       |       |
|  | Бельгія                     | 1                              | 2 липня 2021 – Мюнхен  |       |            |            |  |  |            |            |  |  |       |       |
|  | Португалія                  | 0                              |                        |       |            |            |  |  |            |            |  |  |       |       |
|  | Португалія                  | 0                              | Бельгія                | 1     |            |            |  |  |            |            |  |  |       |       |
|  | 26 червня 2021 – Лондон     |                                | Бельгія                | 1     |            |            |  |  |            |            |  |  |       |       |
|  |                             | Італія                         | 2                      |       |            |            |  |  |            |            |  |  |       |       |
|  | Італія (дч)                 | Італія                         | 2                      | 2     |            |            |  |  |            |            |  |  |       |       |
|  | Італія (дч)                 |                                | 6 липня 2021 – Лондон  | 2     |            |            |  |  |            |            |  |  |       |       |
|  | Австрія                     | 1                              |                        |       |            |            |  |  |            |            |  |  |       |       |
|  | Австрія                     | 1                              | Італія (пен.)          | 1 (4) |            |            |  |  |            |            |  |  |       |       |
|  | 28 червня 2021 – Бухарест   |                                | Італія (пен.)          | 1 (4) |            |            |  |  |            |            |  |  |       |       |
|  |                             | Іспанія                        | 1 (2)                  |       |            |            |  |  |            |            |  |  |       |       |
|  | Франція                     | Іспанія                        | 1 (2)                  | 3 (4) |            |            |  |  |            |            |  |  |       |       |
|  | Франція                     | 2 липня 2021 – Санкт-Петербург |                        | 3 (4) |            |            |  |  |            |            |  |  |       |       |
|  | Швейцарія (пен.)            | 3 (5)                          |                        |       |            |            |  |  |            |            |  |  |       |       |
|  | Швейцарія (пен.)            | 3 (5)                          | Швейцарія              | 1 (1) |            |            |  |  |            |            |  |  |       |       |
|  | 28 червня 2021 – Копенгаген |                                | Швейцарія              | 1 (1) |            |            |  |  |            |            |  |  |       |       |
|  |                             | Іспанія (пен.)                 | 1 (3)                  |       |            |            |  |  |            |            |  |  |       |       |
|  | Хорватія                    | Іспанія (пен.)                 | 1 (3)                  | 3     |            |            |  |  |            |            |  |  |       |       |
|  | Хорватія                    |                                | 11 липня 2021 – Лондон | 3     |            |            |  |  |            |            |  |  |       |       |
|  | Іспанія (дч)                | 5                              |                        |       |            |            |  |  |            |            |  |  |       |       |
|  | Іспанія (дч)                | 5                              | Італія (пен.)          | 1 (3) |            |            |  |  |            |            |  |  |       |       |
|  | 29 червня 2021 – Глазго     |                                | Італія (пен.)          | 1 (3) |            |            |  |  |            |            |  |  |       |       |
|  |                             | Англія                         | 1 (2)                  |       |            |            |  |  |            |            |  |  |       |       |
|  | Швеція                      | Англія                         | 1 (2)                  | 1     |            |            |  |  |            |            |  |  |       |       |
|  | Швеція                      | 3 липня 2021 – Рим             |                        | 1     |            |            |  |  |            |            |  |  |       |       |
|  | Україна (дч)                | 2                              |                        |       |            |            |  |  |            |            |  |  |       |       |
|  | Україна (дч)                | 2                              | Україна                | 0     |            |            |  |  |            |            |  |  |       |       |
|  | 29 червня 2021 – Лондон     |                                | Україна                | 0     |            |            |  |  |            |            |  |  |       |       |
|  |                             | Англія                         | 4                      |       |            |            |  |  |            |            |  |  |       |       |
|  | Англія                      | Англія                         | 4                      | 2     |            |            |  |  |            |            |  |  |       |       |
|  | Англія                      |                                | 7 липня 2021 – Лондон  | 2     |            |            |  |  |            |            |  |  |       |       |
|  | Німеччина                   | 0                              |                        |       |            |            |  |  |            |            |  |  |       |       |
|  | Німеччина                   | 0                              | Англія (дч)            | 2     |            |            |  |  |            |            |  |  |       |       |
|  | 27 червня 2021 – Будапешт   |                                | Англія (дч)            | 2     |            |            |  |  |            |            |  |  |       |       |
|  |                             | Данія                          | 1                      |       |            |            |  |  |            |            |  |  |       |       |
|  | Нідерланди                  | Данія                          | 1                      | 0     |            |            |  |  |            |            |  |  |       |       |
|  | Нідерланди                  | 3 липня 2021 – Баку            |                        | 0     |            |            |  |  |            |            |  |  |       |       |
|  | Чехія                       | 2                              |                        |       |            |            |  |  |            |            |  |  |       |       |
|  | Чехія                       | 2                              | Чехія                  | 1     |            |            |  |  |            |            |  |  |       |       |
|  | 26 червня 2021 – Амстердам  |                                | Чехія                  | 1     |            |            |  |  |            |            |  |  |       |       |
|  |                             | Данія                          | 2                      |       |            |            |  |  |            |            |  |  |       |       |
|  | Уельс                       | Данія                          | 2                      | 0     |            |            |  |  |            |            |  |  |       |       |
|  | Уельс                       |                                |                        | 0     |            |            |  |  |            |            |  |  |       |       |
|  | Данія                       | 4                              |                        |       |            |            |  |  |            |            |  |  |       |       |
|  | Данія                       | 4                              |                        |       |            |            |  |  |            |            |  |  |       |       |

### 1/8 фіналу
| 26 червня 2021 19:00 (18:00 UTC+2) |

| Уельс | 0 – 4    | Данія                                              |
| ----- | -------- | -------------------------------------------------- |
|       | Протокол | - Дольберг 27', 48' - Мехле 88' - Брайтвайте 90+6' |

| Йоган Кройф Арена, Амстердам Глядачів: 14 645 Арбітр: Даніель Зіберт (Німеччина) |

| 26 червня 2021 22:00 (20:00 UTC+1) |

| Італія                     | 2 – 1 (дч) | Австрія          |
| -------------------------- | ---------- | ---------------- |
| - К'єза 95' - Пессіна 105' | Протокол   | - Калайджич 114' |

| Вемблі, Лондон Глядачів: 18 910 Арбітр: Ентоні Тейлор (Англія) |

| 27 червня 2021 19:00 (18:00 UTC+2) |

| Нідерланди | 0 – 2    | Чехія                 |
| ---------- | -------- | --------------------- |
|            | Протокол | - Голеш 68' - Шик 80' |

| Пушкаш Арена, Будапешт Глядачів: 52 834 Арбітр: Сергій Карасьов (Росія) |

| 27 червня 2021 22:00 (21:00 UTC+2) |

| Бельгія       | 1 – 0    | Португалія |
| ------------- | -------- | ---------- |
| - Т. Азар 42' | Протокол |            |

| Олімпійський, Севілья Глядачів: 11 504 Арбітр: Фелікс Брих (Німеччина) |

| 28 червня 2021 19:00 (18:00 UTC+2) |

| Хорватія                                     | 3 – 5 (дч) | Іспанія                                                                        |
| -------------------------------------------- | ---------- | ------------------------------------------------------------------------------ |
| - Педрі 20' (аг) - Оршич 85' - Пашалич 90+2' | Протокол   | - Сарабія 38' - Аспілікуета 57' - Ф. Торрес 77' - Мората 100' - Оярсабаль 103' |

| Паркен, Копенгаген Глядачів: 22 771 Арбітр: Джюнейт Чакир (Туреччина) |

| 28 червня 2021 22:00 |

| Франція                                    | 3 – 3 (дч) | Швейцарія                                       |
| ------------------------------------------ | ---------- | ----------------------------------------------- |
| - Бензема 57', 59' - Погба 75'             | Протокол   | - Сеферович 15', 81' - Гавранович 90'           |
|                                            | Пенальті   |                                                 |
| - Погба - Жіру - Тюрам - Кімпембе - Мбаппе | 4 – 5      | - Гавранович - Шер - Аканджі - Варгас - Мехмеді |

| Національний, Бухарест Глядачів: 22 642 Арбітр: Фернандо Рапалліні (Аргентина) |

| 29 червня 2021 19:00 (17:00 UTC+1) |

| Англія                    | 2 – 0    | Німеччина |
| ------------------------- | -------- | --------- |
| - Стерлінг 75' - Кейн 86' | Протокол |           |

| Вемблі, Лондон Глядачів: 41 973 Арбітр: Данні Маккелі (Нідерланди) |

| 29 червня 2021 22:00 (20:00 UTC+1) |

| Швеція         | 1 – 2 (дч) | Україна                        |
| -------------- | ---------- | ------------------------------ |
| - Форсберг 43' | Протокол   | - Зінченко 27' - Довбик 120+1' |

| Гемпден-Парк, Глазго Глядачів: 9 221 Арбітр: Даніеле Орсато (Італія) |

### 1/4 фіналу
| 2 липня 2021 19:00 |

| Швейцарія                             | 1 – 1 (дч) | Іспанія                                              |
| ------------------------------------- | ---------- | ---------------------------------------------------- |
| - Шачірі 68'                          | Протокол   | - Закарія 8' (аг)                                    |
|                                       | Пенальті   |                                                      |
| - Гавранович - Шер - Аканджі - Варгас | 1 – 3      | - Бускетс - Ольмо - Родрі - Жерар Морено - Оярсабаль |

| Газпром-Арена, Санкт-Петербург Глядачів: 24 764 Арбітр: Майкл Олівер (Англія) |

| 2 липня 2021 22:00 (21:00 UTC+2) |

| Бельгія               | 1 – 2    | Італія                      |
| --------------------- | -------- | --------------------------- |
| - Лукаку 45+2' (пен.) | Протокол | - Барелла 31' - Інсіньє 44' |

| Альянц Арена, Мюнхен Глядачів: 12 984 Арбітр: Славко Винчич (Словенія) |

| 3 липня 2021 19:00 (20:00 UTC+4) |

| Чехія     | 1 – 2    | Данія                       |
| --------- | -------- | --------------------------- |
| - Шик 49' | Протокол | - Ділейні 5' - Дольберг 42' |

| Олімпійський, Баку Глядачів: 16 306 Арбітр: Бйорн Кейперс (Нідерланди) |

| 3 липня 2021 22:00 (21:00 UTC+2) |

| Україна | 0 – 4    | Англія                                       |
| ------- | -------- | -------------------------------------------- |
|         | Протокол | - Кейн 4', 50' - Магвайр 46' - Гендерсон 63' |

| Олімпійський, Рим Глядачів: 11 880 Арбітр: Фелікс Брих (Німеччина) |

### 1/2 фіналу
| 6 липня 2021 22:00 (20:00 UTC+1) |

| Італія                                                    | 1 – 1 (дч) | Іспанія                                      |
| --------------------------------------------------------- | ---------- | -------------------------------------------- |
| К'єза 60'                                                 | Протокол   | Мората 80'                                   |
|                                                           | Пенальті   |                                              |
| - Локателлі - Белотті - Бонуччі - Бернардескі - Жоржиньйо | 4–2        | - Ольмо - Жерар Морено - Алькантара - Мората |

| Вемблі, Лондон Глядачів: 57 811 Арбітр: Фелікс Брих (Німеччина) |

| 7 липня 2021 22:00 (20:00 UTC+1) |

| Англія                  | 2 – 1 (дч) | Данія       |
| ----------------------- | ---------- | ----------- |
| К'єр 39' (аг) Кейн 104' | Протокол   | Дамсгор 30' |

| Вемблі, Лондон Глядачів: 64 950[ Арбітр: Данні Маккелі (Нідерланди) |

### Фінал
| 11 липня 2021 22:00 (20:00 UTC+1) |

| Італія                                                  | 1 – 1 (дч) | Англія                                    |
| ------------------------------------------------------- | ---------- | ----------------------------------------- |
| Бонуччі 67'                                             | Протокол   | Шоу 2'                                    |
|                                                         | Пенальті   |                                           |
| - Берарді - Белотті - Бонуччі - Бернардескі - Жоржиньйо | 3–2        | - Кейн - Магвайр - Рашфорд - Санчо - Сака |

| Вемблі, Лондон Глядачів: 67 173 Арбітр: Бйорн Кейперс (Нідерланди) |

## Статистика

### Бомбардири
У 51 матчі було забито 142 голи, у середньому 2.78 голи за гру.
Завдяки своїм голам на цьому турнірі Кріштіану Роналду став найкращим бомбардиром у списку чемпіонатів Європи з 14 голами.
5 голів
- Патрік Шик
- Кріштіану Роналду

4 голи
- Ромелу Лукаку
- Гаррі Кейн
- Карім Бензема
- Еміль Форсберг

3 голи
- Каспер Дольберг
- Рахім Стерлінг
- Джорджіньо Вейналдум
- Роберт Левандовський
- Альваро Мората
- Гаріс Сеферович
- Джердан Шачірі

2 голи
- Торган Азар
- Іван Перишич
- Міккель Дамсгор
- Йоакім Мехле
- Юссуф Поульсен
- Кай Гаверц
- Федеріко К'єза
- Чіро Іммобіле
- Лоренцо Інсіньє
- Мануель Локателлі
- Матео Пессіна
- Мемфіс Депай
- Дензел Дюмфріс
- Пабло Сарабія
- Ферран Торрес
- Роман Яремчук
- Андрій Ярмоленко

1 гол
- Марко Арнаутович
- Крістоф Баумгартнер
- Міхаель Грегорич
- Саша Калайджич
- Штефан Лайнер
- Кевін Де Брейне
- Тома Меньє
- Лука Модрич
- Мислав Оршич
- Маріо Пашалич
- Никола Влашич
- Томаш Голеш
- Мартін Брайтвайте
- Андреас Крістенсен
- Томас Ділейні
- Джордан Гендерсон
- Гаррі Магвайр
- Люк Шоу
- Йоел Пог'янпало
- Антуан Грізманн
- Поль Погба
- Леон Горецка
- Робін Гозенс
- Аттіла Фіола
- Андраш Шефер
- Адам Салаї
- Ніколо Барелла
- Леонардо Бонуччі
- Ваут Веггорст
- Езджан Аліоський
- Горан Пандев
- Кароль Лінетти
- Рафаел Геррейру
- Діогу Жота
- Артем Дзюба
- Олексій Міранчук
- Каллум Макгрегор
- Мілан Шкриняр
- Сесар Аспілікуета
- Емерік Ляпорт
- Мікель Оярсабаль
- Віктор Классон
- Брель Емболо
- Маріо Гавранович
- Ірфан Кахведжі
- Артем Довбик
- Олександр Зінченко
- Кіффер Мур
- Аарон Ремзі
- Коннор Робертс

Автоголи
- Сімон К'єр (проти Англії)
- Лукаш Градецький (проти Бельгії)
- Матс Гуммельс (проти Франції)
- Войцех Щенсний (проти Словаччини)
- Рубен Діаш (проти Німеччини)
- Рафаел Геррейру (проти Німеччини)
- Мартін Дубравка (проти Іспанії)
- Юрай Куцка (проти Іспанії)
- Педрі (проти Хорватії)
- Деніс Закарія (проти Іспанії)
- Меріх Демірал (проти Італії)